# Русифікація Криму

Графік, що показує динаміку національного складу населення Криму за роками, внаслідок російської анексії Кримського ханства та геноциду корінного народу.

Русифікація Криму (крим. Qırımnıñ ruslaştırıluvı, Qırımnıñ tatarsızlaştırıluvı) — цілеспрямована політика російської та радянської влади щодо Криму з метою видалення слідів присутності кримських татар у Криму. Апогею ця багатовікова політика досягла 1944 року, коли частка кримських татар на Кримському півострові була доведена до 0 %.

## Напрямки
Русифікація регіону проходила в декількох напрямках:
- Масове переселення російських поселенців з центральних та українських областей в Крим, що змінили етнічну і мовну картину регіону;
- Депортація народів, що жили на цій території до анексії Росією, передусім кримських татар — корінного народу Криму, а також нацменшин Криму (греки, вірмени, німці);
- Перейменування назв місцевих населених пунктів і природних об'єктів;
- Русифікація історії Криму;
- Спотворення кримської архітектури, винищення культурно-архітектурних пам'яток, кримськотатарських цвинтарів та поховань.

Русифікація півострова почалась з анексії Криму Росією в 1783 році: в історії вона проявлялася від менших мір до повномаштабної депортації всіх кримських татар з Криму в 1944 році. За депортацією слідували міри зі знищення слідів присутності кримських татар в Криму, як і самого існування такого народу. Так, наприклад, кримськотатарські назви сіл були змінені на нові — російські. Хвилі російських, українських та білоруських поселенців були відправлені в регіон для закріплення демографічної зміни. Переселенці були підтверджені радянській пропаганді, яка штучно створювала негативне сприйняття кримських татар та ілюструвала їх прямими нащадками монголів, які не мали історичного зв'язку з Кримом, не згадували їхні половецькі, грецькі, італійські, готські і інші корені. Конференція 1948 року в Криму була присвячена просуванню та обміну антикримськотатарськими настроями.

## Історія
Незважаючи на те, що кримські татари були реабілітовані як українським, так і російським урядами, жоден з них не вчинив серйозних кроків, щоб змінити негативне відношення до народу, сформоване радянською владою після депортації, яке досі зберігається. Кримськотатарським селам, які отримали російські назви після 1944 року, не були повернені їхні початкові назви. Засоби масової інформації продовжують використовувати ті ж радянські тези проти кримських татар. Роль кримськотатарської мови в Криму зведена до декоративних функцій.